# Jean-Marie-Raphaël Le Jeune

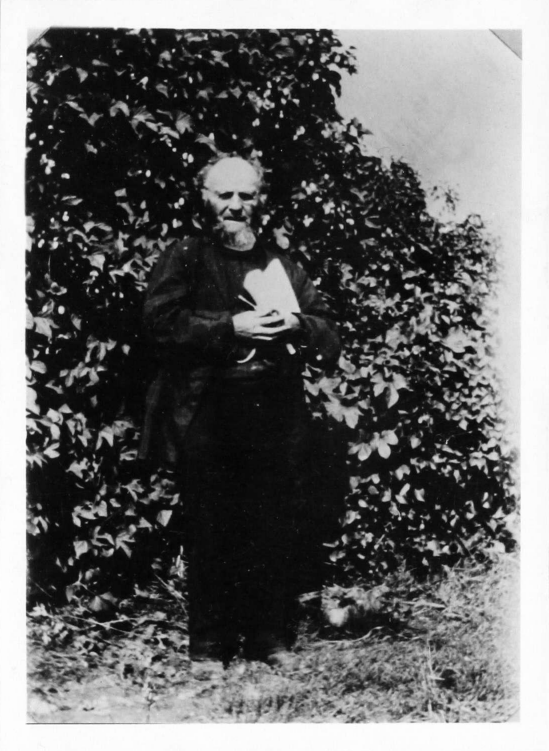
Pater Jean-Marie-Raphaël Le Jeune in höherem Alter, ca. 1925.

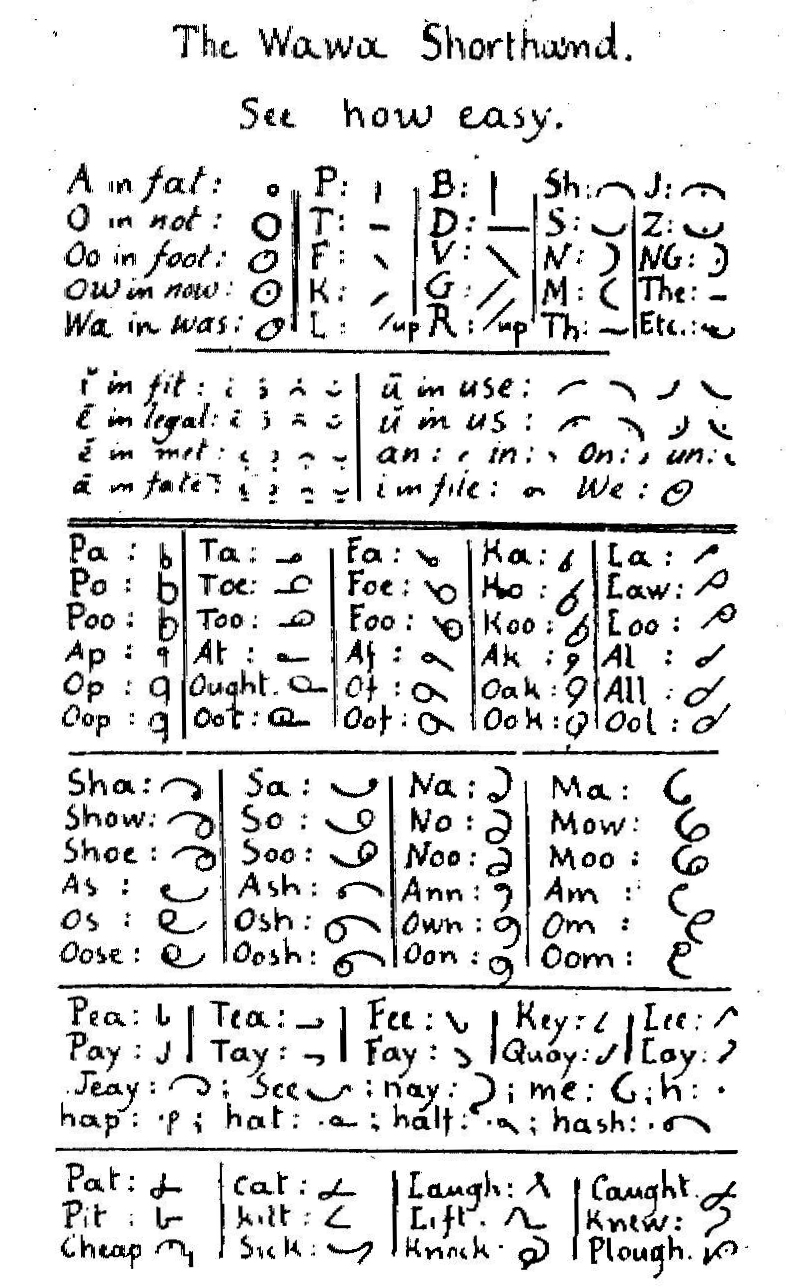
Le Jeunes Kurzschriftsystem

Jean-Marie-Raphaël Le Jeune (geboren als Jean-Marie; * 12. April 1855 in Pleyber-Christ, Frankreich; † 21. November 1930 in New Westminster, Kanada) war ein französischstämmiger, kanadischer römisch-katholischer Priester, Linguist, Autor, Zeitungsverleger sowie der Entwickler eines StenografieSystems.
Le Jeune wurde in Frankreich geboren, trat 1873 in ein Oblations-Seminar in Nancy ein und legte sein Gelübde am 12. Dezember 1875 ab. Er wurde Missionar und meldete sich freiwillig zum Dienst in British Columbia; 1879 wurde er ins kanadische New Westminster in British Columbia geschickt. Unter der Aufsicht von Bischof Paul Durieu studierte Le Jeune Chinook Wawa, eine Pidgin-Sprache aus Chinook, Nuu-chah-nulth, Französisch und Englisch. Er zog zum Fraser Canyon, wo er noch mehr indigene Sprachen lernte, und dann zur St. Mary’s Mission im Lower Fraser Valley.
In den nächsten Jahren reiste Le Jeune durch die Region von Kamloops, wo er die indigenen Gemeinschaften bekehrte. 1891 wurde er Kirchenrektor der St. Joseph’s Church auf dem Kamloops-Reservat, und 1893 wurde er Superior der St.-Louis-Mission, eine Stelle, die er bis 1929 innehatte.
Nach eigenen Angaben sprach Le Jeune mehr als 20 indigene Sprachen. 1890 passte er das französische Stenografie-System von Duployé der Sprache der Chinook-Indianer, Chinook Wawa, an und nannte seine Bearbeitung Wawa Shorthand. Die Wawa-Kurzschrift wurde von der indigenen Bevölkerung weitgehend angenommen und durch von Le Jeune eingesetzten einheimischen Lehrern weit verbreitet. Es war die einzige Schrift überhaupt, die ihr in der Zeit von Le Jeunes Wirken gelehrt wurde. Von 1891 bis 1903 brachte Le Jeune die Zeitung Kamloops Wawa heraus, die neben etwas Englisch hauptsächlich in Chinook Wawa geschrieben war. Le Jeune verfasste eine größere Anzahl von Werken über indigene Sprachen, wie z. B. Practical Chinook vocabulary (1886), Prayers in the Okanagan language (1893), einen Beitrag in Polyglott manual of prayers (1896) und Chinook rudiments (1924).
Le Jeune starb 1930 in New Westminster und wurde in Mission begraben. Der Lac Le Jeune in der Nähe von Logan Lake trägt seinen Namen.